# Concilies van Lateranen
Er zijn in de geschiedenis verschillende Concilies van Lateranen geweest, waarop de Katholieke Kerk belangrijke besluiten nam, soms met grote maatschappelijke gevolgen, zoals het Vierde Lateraans Concilie in 1215, waar de bisschoppelijke inquisitie werd ingesteld om arbitraire vervolging tegen te gaan. Deze concilies werden gehouden in het pauselijke Lateraanse paleis te Rome.

## Eerste Lateraans Concilie
Het Eerste Lateraans Concilie (1123) te Rome is het eerste concilie in het Westen na het schisma van 1054. Het werd samen geroepen door paus Callixtus II.
De behandelde onderwerpen waren de investituurstrijd en het concordaat van Worms (1122).
Er was ook een sterke behoefte om de sociale en religieuze problemen kritisch te bekijken.

## Tweede Lateraans Concilie
Het Tweede Lateraans Concilie (1139) te Rome werd samengeroepen door paus Innocentius II. Bernardus van Clairvaux en meer dan duizend bisschoppen namen eraan deel. Het doel van dit concilie was een einde te maken aan het schisma dat was ontstaan door de verkiezing van de inmiddels overleden Anacletus II en zijn opvolger Victor IV als tegenpaus.

## Derde Lateraans Concilie
Het Derde Lateraans Concilie (1179) te Rome werd samengeroepen door paus Alexander III. De reden tot dit concilie was het pausschisma door keizer Frederik Barbarossa in stand werd gehouden ter vergroting van zijn politieke macht in Italië. Bedoeling was ook door reorganisatie de misbruiken te beteugelen.

## Vierde Lateraans Concilie
Het Vierde Lateraans Concilie (het 12e algemene concilie, van 11 tot 30 november 1215) te Rome werd samengeroepen door paus Innocentius III. Het was het grootste concilie van de middeleeuwse Kerk en verenigde bijna 1500 bisschoppen en abten vanuit de gehele wereld, zelfs vanuit Constantinopel en Syrië. Dit twaalfde algemene concilie wordt gezien als het belangrijkste van de middeleeuwse concilies. Het was een groot succes voor Innocentius III. Het was het eerste concilie waar naast bisschoppen ook andere geestelijken en ook wereldlijke gezagdragers aanwezig waren, een teken dat het pauselijke gezag was toegenomen.

## Vijfde Lateraans Concilie
Het Vijfde Lateraanse Concilie (1512-1517) te Rome werd samengeroepen door paus Julius II en door paus Leo X bekrachtigd.
De behandelde onderwerpen waren de behoefte aan hervormingen van het kerkelijk bestuur, het ontstaan van een atheïstische filosofie, de wrijvingen tussen de bisschoppen en de kloosterorden. Men was ook niet gelukkig met het door koning Lodewijk XII van Frankrijk in 1511 bijeengeroepen concilie in Pisa.